# Hrabstwo Motley

Piramida wieku hrabstwa

Hrabstwo Motley – hrabstwo położone w USA, w stanie Teksas. Utworzone w 1876 r. Siedzibą hrabstwa jest miasto Matador. Jest jednym z najsłabiej zaludnionych hrabstw Teksasu (0,4 os./km²).

## Sąsiednie hrabstwa
- Hrabstwo Hall (północ)
- Hrabstwo Cottle (wschód)
- Hrabstwo Dickens (południe)
- Hrabstwo Floyd (zachód)
- Hrabstwo Briscoe (północny zachód)
- Hrabstwo King (północny zachód)

## Gospodarka
Hrabstwo wytwarza ok. 18 milionów dolarów (2022) średniego rocznego dochodu z rolnictwa, z czego połowa pochodzi z bydła mięsnego, a połowa głównie z bawełny, ale także koni, orzeszków ziemnych, pszenicy, guar i innych zbóż. 17% mieszkańców zatrudnionych jest w budownictwie, 16% w opiece zdrowotnej i 15% w sektorze rolnictwa i leśnictwa.  

## Miasta
- Matador
- Roaring Springs

## Ludność
Według danych pięcioletnich z 2023 roku, 83,3% mieszkańców stanowiły osoby białe niebędący Latynosami. Mieszkańcy deklarują głównie pochodzenie irlandzkie (18,6%), niemieckie (16,2%), angielskie (12,4%), „amerykańskie” (5,9%), szkockie (5,5%), francuskie (4,8%) i meksykańskie (4,5%). 